# Samana Cay

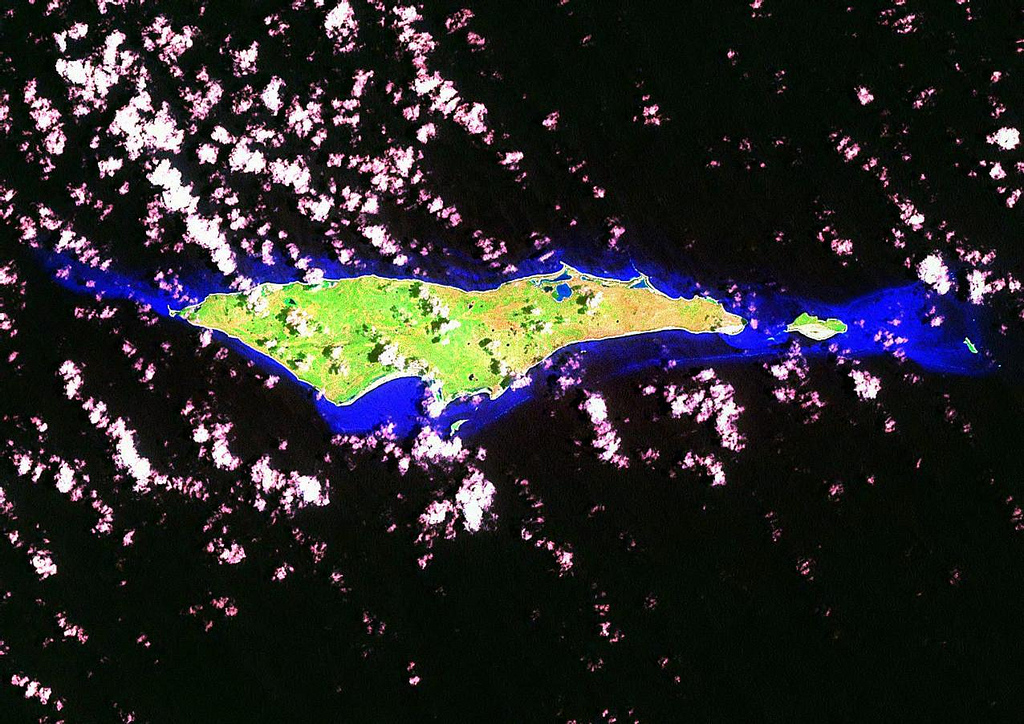
Samana Cay och White Cay (till höger). Bild från Landsat.

Samana Cay är en liten ö i centrala Bahamas som Christofer Columbus först steg iland på enligt antaganden av vissa forskare, efter att ha läst Columbus loggböcker.